# Grande exposition industrielle de 1853
La Grande exposition industrielle de 1853 (en anglais : 1853 Great Industrial Exhibition) est une exposition internationale qui a eu lieu à Dublin, en Irlande, du 12 mai au 31 octobre 1853. À l'époque, c'est le plus grand événement international d'Irlande.

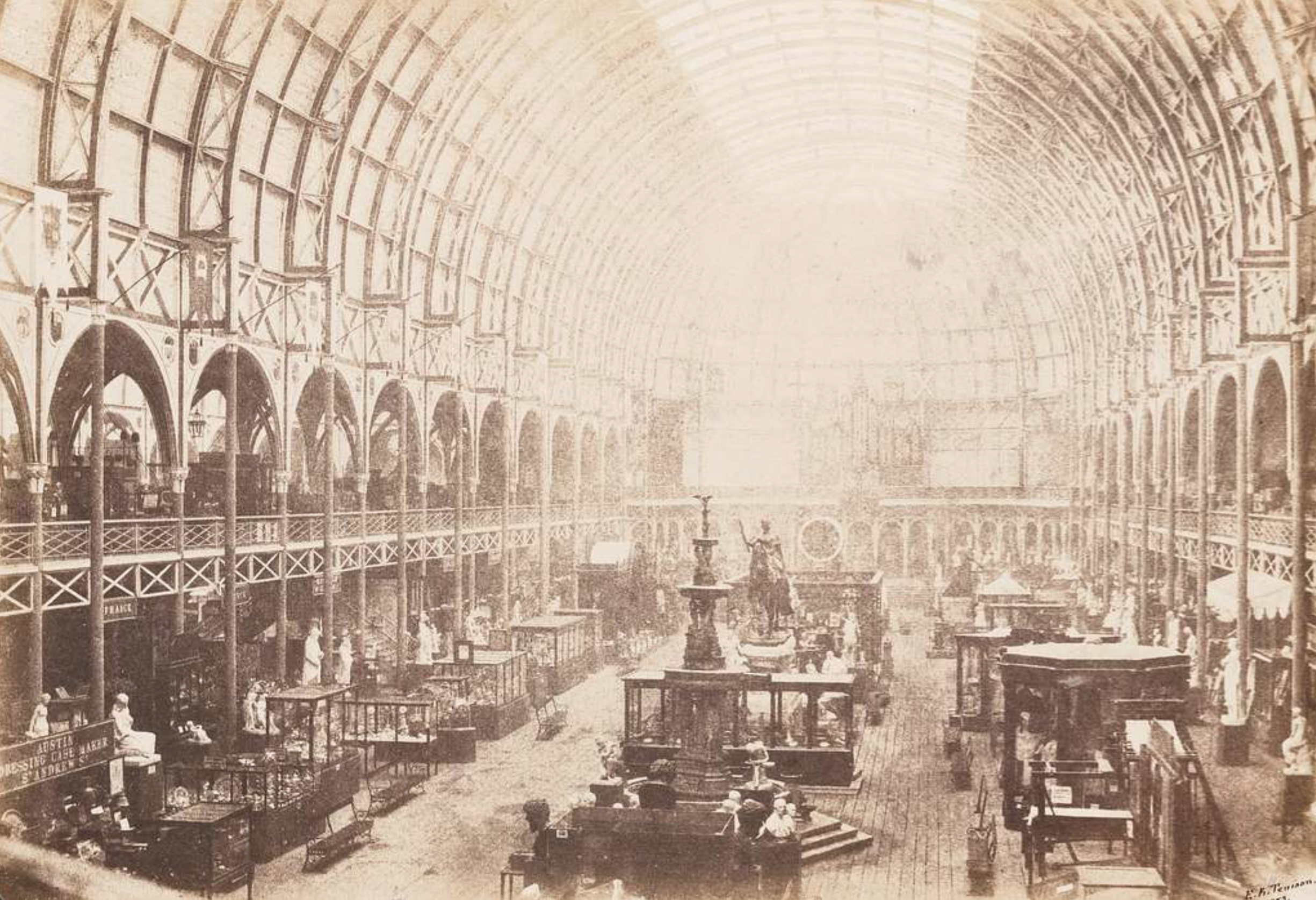
La Grande exposition industrielle de 1853 à Dublin. Tirage sur papier salé par Edward King-Tenison, National Gallery of Art, Washington D.C., États-Unis.

C'est l'industriel William Dargan (en) qui finance l'exposition.